# Erich Egner
Erich Egner (* 19. Juni 1901 in Ferdinandshof, Kreis Ueckermünde; † 24. August 1990 in Göttingen) war ein deutscher Volkswirt. Seine Arbeitsgebiete lagen innerhalb der Volkswirtschaftslehre in den Bereichen Ökonomik und Ethik des Haushalts, Raumwirtschaft, industrielle Standorttheorie, Verbraucherforschung, Theorie der wirtschaftlichen Entwicklung sowie Entwicklungsprobleme Lateinamerikas. Egner war ab 1941 ordentlicher Professor in Königsberg und ab 1945 in Göttingen. In den Jahren 1964 bis 1969 war er Gründungsdirektor des Ibero-Amerika Institut für Wirtschaftsforschung an der Universität Göttingen.

## Familie
Erich Egner wurde 1901 in Pommern geboren. Seine Mutter war Martha Egner, geborene Schütt, sein Vater der Chirurg Rudolf Egner. Erich Egner war evangelisch, ab 1933 verheiratet mit Liselotte Egner, geborene Amann, und hatte vier Kinder (Henning, Peter, Christoph und Dorothee). Henning Egner (* 1934 in Leipzig) wurde Diplomkaufmann und Professor für Betriebswirtschaftliches Prüfungswesen, ab 1975 an der FU Berlin.

## Ausbildung
Nach dem Abitur in Meweritz (Provinz Posen) studierte Erich Egner in den Jahren 1920 bis 1924 an den Universitäten Greifswald, Göttingen und Leipzig Staatswissenschaften.:333 Er wurde 1924 mit der Studie Der lateinische Münzbund seit dem Weltkriege unter besonderer Berücksichtigung des französischen und schweizerischen Geldwesens an der Universität Leipzig zum Dr. rer. pol. promoviert. Sein Doktorvater war der Ökonom Bruno Moll.
An die Promotion schloss sich zunächst in den Jahren 1924/25 eine kurzfristige Tätigkeit im Verlagswesen an. Noch im Jahr 1925 trat Egner eine Assistentenstelle am volkswirtschaftlichen Seminar der Handelshochschule Leipzig an (bis 1935). Im Jahr 1931 habilitierte er sich an der Handelshochschule Leipzig mit der Studie Der Sinn des Monopols in der gegenwärtigen Wirtschaftsordnung. Egner war an der Handelshochschule als Privatdozent tätig.

## Zeit des Nationalsozialismus: Volkswirtschaftslehre und empirische Raumforschung in Frankfurt/M.
Ab dem Wintersemester 1935/36 hielt Egner Vorlesungen an der Universität Frankfurt/M. Seit dem 1. September 1936 vertrat Egner den Lehrstuhl für Wirtschaftliche Staatswissenschaften II an der Universität Frankfurt/M. kommissarisch (Nachfolge Paul Arndt). Seit dem 12. November 1936 hatte Egner als planmäßiger Extraordinarius den Lehrstuhl für Theoretische Volkswirtschaftslehre inne.:322 Seit 1936 war Egner auch Direktor des schon bestehenden Frankfurter Instituts für Wirtschaftliche Raumforschung, das nach Egner anfänglich noch den Namen Institut für Landesplanung und Siedlungswesen o. ä. trug (s. auch Reinhold Niemeyer). Erst Egner habe die Namensänderung veranlasst.:132 Zu Egners mehrere Jahre an diesem Institut tätigen Mitarbeitern zählte der später bekannte Ökonom und Soziologe Heinz Sauermann. Egner und Sauermann veranstalteten zunächst gemeinsam das Wirtschaftstheoretische Seminar.:175
Seine wirtschaftswissenschaftliche Tätigkeit betrieb Erich Egner unter „besonderer Berücksichtigung der Wohnungs- und Siedlungswirtschaft“. Zudem bestand am Institut ein Schwerpunkt, der die Verflechtung von landwirtschaftlichen und industriellen Sektoren fokussierte. Mit der Institutionalisierung der politiknahen Raumforschung (1935/36) eröffneten sich für Egner bedeutende Finanzierungsmöglichkeiten für seine wirtschaftswissenschaftlichen Forschungen. Im Jahr 1937 förderte die Reichsarbeitsgemeinschaft für Raumforschung Egners Untersuchungen im Rhein-Maingebiet mit rund 6.800 Reichsmark. Ferdinand Küppers war ein Doktorand Egners in der damaligen Zeit. In den Jahren 1937 und 1938 leitete Egner die Hochschularbeitsgemeinschaft für Raumforschung an der Universität Frankfurt/M.
Am 23. Juli 1937 beantragte Egner die Aufnahme in die NSDAP und wurde rückwirkend zum 1. Mai desselben Jahres aufgenommen (Mitgliedsnummer 5.938.482). Er gehörte auch der SA an. Am 8. Mai 1937 wurde er Mitglied der Wissenschaftlichen Gesellschaft an der Johann Wolfgang Goethe-Universität Frankfurt/M. Egner war einen Tag zuvor als Mitglied für Theoretische Nationalökonomie vorgeschlagen worden.:334.
Nach Alexander Nützenadel sei Erich Egner der historisch-soziologischen Methode (Historische Schule) bzw. der ontologischen Wirtschaftslehre nahegestanden (wie auch Georg Weippert, Horst Jecht u. a.). Hauke Janssen geht ebenfalls von einem größeren Einfluss des Ökonomen Friedrich von Gottl-Ottlilienfeld auf Erich Egner aus. Michael Prinz betonte, dass Erich Egner eher dem Konzept eines „berufsständisch“ gegliederten Landes folgte. Egner hätte auch auf Widersprüche in der Anwendung nationalsozialistischer Ideologie und Praxis hinweisen können.
Ab dem 1. Oktober 1941 nahm Egner einen Ruf aus Königsberg an und wurde an der Handelshochschule Königsberg zum ordentlichen Professor ernannt (bis 1944). Egner leistete im Zweiten Weltkrieg Kriegsdienst; in welchem zeitlichen Umfang ist uneindeutig.

## Egners Bedeutung nach 1945: Karriere an der WISO-Fakultät der Universität Göttingen; Raum,- Wirtschafts- und Verbraucherforschung
Am 22. Juni 1946 hielt Erich Egner seine Antrittsvorlesung zum Thema Das Schicksal der Volkswirtschaft an der Rechts- und Staatswissenschaftlichen Fakultät der Universität Göttingen ab, wo er 1945 zum ordentlichen Professor ernannt worden war. Göttingen galt auch noch nach der Zeit des Nationalsozialismus als ein Zentrum der Gottl-Schule. Georg Weippert war ebenfalls zunächst in Göttingen tätig. Egner wurde Mitdirektor des Göttinger Volkswirtschaftlichen Seminars. Egner wurde in den Jahren 1948/49 zum Dekan der Rechts- und Staatswissenschaftlichen Fakultät der Universität Göttingen gewählt. Er wurde auch erster Dekan der neugegründeten Wirtschafts- und Sozialwissenschaftlichen Fakultät der Universität Göttingen (1962/63).
Erich Egner gehörte im Jahr 1953 zur ersten Generation der Mitglieder der Akademie für Raumforschung und Landesplanung (ARL) in Hannover. Der Historiker Oliver Werner zählt Egner zu einer relativ geschlossenen und überdurchschnittlich aktiven „Kerngruppe“ innerhalb der ARL, nämlich jener  „Generation von 1953“.:44f. Hans-Michael Trautwein kommt mit Bezugnahme auf Karl-Heinz Schmidt zu der Einschätzung, dass Erich Egners Arbeiten zur Raumordnung „teilweise unter nationalsozialistischen Vorzeichen entstanden (waren). Mit Akzent auf Dezentralisierung der wirtschaftlichen Aktivitäten, Sanierung von Notstandsgebieten und Entwicklungsförderung in Rückstandsgebieten prägten sie jedoch ab 1950 auch die raumordnungspolitischen Vorstellungen der jungen Bundesrepublik.“ Stefan Grüner hält Erich Egner für „maßgeblich an der Entwicklung der Raumforschung in Deutschland beteiligt“. Oliver Werner bemerkt, dass Erich Egner „sicher nicht zu den einflussreichen Wissenschaftlern der westdeutschen Volkswirtschaftslehre“ gehörte; Werner zählt Egner jedoch zu den „verlässlichsten wissenschaftlichen Begleitern“ des ARL-Gründers Kurt Brüning.:75
Zu einer positiven Einschätzung der Anwendung des Begriffs „haushälterische Vernunft“ durch Erich Egner kommt Rainer Hufnagel. Im Bereich der Verbraucherforschung sieht Hufnagel in Egner – bezogen auf seine Studien nach 1945 – sogar einen Vorreiter der Verbraucherschutzpolitik.
Nach Karl-Heinz Schmidt bildeten Erich Egner, Wilhelm Abel und Gisbert Rittig gemeinsam die Göttinger Drei (der Volkswirtschaftslehre) an der Rechts- und Staatswissenschaftlichen Fakultät der Georgia Augusta.
In den Jahren 1958/59 war Erich Egner als Gastprofessor an der San Marcos Universität Lima (Peru) tätig.
Gemeinsam mit Helga Schmucker (Universität Gießen) gab Egner die wissenschaftliche Reihe Beiträge zur Ökonomie von Haushalt und Verbrauch heraus.
Im Jahr 1964 wurde Egner bis zu seiner Emeritierung im Jahr 1969 Gründungsdirektor des Ibero-Amerika-Instituts für Wirtschaftsforschung an der Universität Göttingen (Mitglied des Instituts bis 1990).

## Mitgliedschaften
- Verein für Socialpolitik (Erich Egner gehörte zu den Wiederbegründern des VfS im Jahr 1948)
- Regional Science Association
- Ordentliches Mitglied der Akademie für Raumforschung und Landesplanung (ARL, seit 1953); in der ARL: Leiter des Facharbeitskreises Industriestandortfragen (1946–1958), Leiter des Facharbeitskreises Raum und gewerbliche Wirtschaft (1959–1964), Mitglied des Wissenschaftlichen Rates der ARL (1954–1959), Mitglied des AK Regionalpolitische Konzeption ausgeglichener Funktionsräume.[4]
- geschäftsführender Vorstand des Göttinger Studentenwerkes

## Auszeichnungen
- Posthume Widmung: Erich-Egner-Lateinamerika-Stipendium (1995)

## Schriften (Auswahl)
- Versuch einer autonomen Lehre der Währungspolitik, A. Deichert, Leipzig 1928.
- Der Sinn des Monopols in der gegenwärtigen Wirtschaftsordnung, Parey, Berlin 1931.
- Blüte und Verfall der Wirtschaft. Eine Theorie der wirtschaftlichen Entwicklung, Leipzig 1935.
- Hessen. Universität Frankfurt, in: Konrad Meyer (Hg.): Volk und Lebensraum. Forschungen im  Dienste von Raumordnung und Landesplanung, Heidelberg, Berlin, Magdeburg, Vowinckel, S. 504–510.
- Wirtschaftliche Raumordnung in der industriellen Welt: Abhandlungen zur industriellen Standortpolitik (= Veröffentlichungen der Akademie für Raumforschung und Landesplanung: Raumforschung und Landesplanung. Band 16). Dorn, Bremen-Horn 1950.
- Der Haushalt. Eine Darstellung seiner volkswirtschaftlichen Gestalt. Duncker & Humblot, Berlin 1952; 2. Auflage 1976.
- Raumordnung durch Industrialisierungspolitik. In: Raumforschung. 25 Jahre Raumforschung in Deutschland, Akademie für Raumforschung und Landesplanung, Bremen 1960.
- Artikel Die regionale Entwicklung der Industriewirtschaften, Raumwirtschaftspolitik (im Handwörterbuch der Sozialwissenschaften, HDSW, 1961)
- Studien über Haushalt und Verbrauch, Duncker & Humblot, Berlin 1963. (=Beiträge zur Ökonomie von Haushalt und Verbrauch; Heft 1).
- Entwicklungsphasen der Hauswirtschaft (= Göttinger wirtschafts- und sozialwissenschaftliche Studien.Band 1). Schwartz, Göttingen 1964.
- Hauswirtschaft und Lebenshaltung. 1974.
- Die Rolle der Lebenshaltung in der wirtschaftlichen Entwicklung verdeutlicht an der Unterschicht der Andenländer. In: Ibero-amerikanisches Archiv. Neue Folge, Band 1, Nr. 4, 1975, S. 351–368.
- Der Verlust der alten Ökonomik: seine Hintergründe und Wirkungen. Duncker & Humblot, Berlin 1985.
- Frankfurter Erinnerungen aus den Jahren 1935 bis 1939. In: Bertram Schefold (Hrsg.): Wirtschafts- und Sozialwissenschaftler in Frankfurt/M. Erinnerungen an die Wirtschafts- und Sozialwissenschaftliche Fakultät und an die Anfänge des Fachbereichs Wirtschaftswissenschaften der Johann Wolfgang Goethe-Universität. Mit einem dokumentarischen Anhang und einer Lehrstuhlgeschichte. Metropolis-Verlag, Marburg 1989, S. 129–136.